# Cape Bexley
Cape Bexley är en udde i Kanada.   Den ligger i territoriet Nunavut, i den centrala delen av landet, 3 500 km nordväst om huvudstaden Ottawa.
Terrängen inåt land är platt. Havet är nära Cape Bexley åt nordväst. Trakten är glest befolkad. Det finns inga samhällen i närheten.